# Stazione di Nasisi
La stazione di Nasisi è una stazione ferroviaria posta sulla linea Taranto-Brindisi. Serve il quartiere Paolo VI, nel territorio comunale di Taranto.

## Storia
La stazione di Nasisi, dotata di un binario d'incrocio, venne attivata il 25 gennaio 1916.
Verso la fine della Prima guerra mondiale, da Nasisi partiva una linea a binario singolo che raggiungeva l'Arsenale, la base navale e il deposito munizioni della marina per mezzo di un percorso che aggirava il Mar Piccolo da Est: la linea fu chiusa negli anni settanta del XX secolo, ma ancora oggi se ne vedono le vestigia.
Dal 1919 una linea a binario singolo la collegava a Bellavista, attraversando il sedime del polo siderurgico e offrendo un passaggio alternativo a nord che evitasse la stazione di Taranto; prevalentemente usata per servizio merci fino alla sua chiusura nel 1943, fu in seguito (fino al 1985) utilizzata come raccordo industriale per lo stesso polo siderurgico.
In origine era abilitata al solo traffico merci: a partire dal 1º luglio 1950 venne abilitata anche al traffico passeggeri e bagagli.
Rete Ferroviaria Italiana, in qualità di società gestente la stazione in questione, ha pubblicato sulla Gazzetta Ufficiale dell’Unione Europea del 29 dicembre 2023, la gara per la progettazione esecutiva e la realizzazione della nuova stazione di Taranto Nasisi.  Il progetto prevede il recupero della stazione di Taranto Nasisi, nei pressi del quartiere Paolo VI di Taranto, sulla linea Taranto - Brindisi, fra le stazioni di Taranto e Monteiasi-Montemesola, con la realizzazione di un nuovo fabbricato viaggiatori, un fabbricato tecnologico, marciapiedi e pensiline, un sottopasso, un terminal intermodale ferro-gomma con un’area parcheggio, apparati di sicurezza e segnalamento, un nuovo sistema di informazioni al pubblico, la realizzazione di tre binari e alcuni adeguamenti dell’impianto di trazione elettrica.
La stazione dovrebbe creare una nuova accessibilità al sistema ferroviario e il prolungamento fino a Nasisi dei collegamenti ferroviari Bari – Taranto, oltre a offrire la possibilità di interscambio modale tra il servizio ferroviario e i servizi extra urbani su gomma provenienti dalla Provincia di Taranto.
L’investimento complessivo previsto è di circa 34 milioni di euro, finanziati con fondi FSC, MEF e FOI.
L'attivazione della nuova stazione è prevista per fasi entro il 2026.

## Strutture e impianti
La stazione è posta alla progressiva chilometrica 3+999, fra le stazioni di Taranto e di Monteiasi-Montemesola.

## Movimento
Pur formalmente attiva, la stazione non è servita da alcun treno, tanto da non essere nemmeno riportata sull'orario ufficiale di Trenitalia.

### Esplicative
1. 1 2  Ufficialmente la linea è denominata da RFI "Potenza-Brindisi"; in questa ed altre voci, coerentemente con la prassi di it.wiki, si utilizza la denominazione storica di "Taranto-Brindisi" in uso all'epoca dell'apertura della linea.

### Bibliografiche
1. ↑  Ferrovie dello Stato, Ordine di Servizio n. 46, 1916
2. ↑   Ferrovia Nasisi - Taranto Arsenale, su ferrovieabbandonate.it, 26 febbraio 2021.
3. ↑   Ferrovia Bivio Bellavista - Bellavista - Nasisi, su ferrovieabbandonate.it, 26 febbraio 2021.
4. ↑  Ferrovie dello Stato, Ordine di Servizio n. 70, 1950
5. ↑   GRUPPO FS, RFI - Pubblicata in gazzetta ufficiale dell’Unione Europea la gara per la nuova stazione di Taranto Nasisi, su www.rfi.it. URL consultato il 30 dicembre 2023.
6. ↑   Redazione online, Trasporti, in Gazzetta Ufficiale gara per la nuova stazione ferroviaria di Taranto Nasisi, su www.lagazzettadelmezzogiorno.it. URL consultato il 30 dicembre 2023.
7. 1 2  Rete Ferroviaria Italiana, Fascicolo Linea 135.
8. ↑  Orario ufficiale 2018, quadro 346 (Taranto-Brindisi).